# Allohelea qingdaoensis
Allohelea qingdaoensis är en tvåvingeart som beskrevs av Ren och Yu 1999. Allohelea qingdaoensis ingår i släktet Allohelea och familjen svidknott.
Artens utbredningsområde är Shandong (Kina). Inga underarter finns listade i Catalogue of Life.